# 拉阿尔武埃拉
拉阿尔武埃拉（西班牙語：La Albuera）是西班牙埃斯特雷马杜拉巴达霍斯省的一个市镇。总面积26平方公里，总人口1793人（2001年），人口密度69人/平方公里。